# ویسوکوو
ویسوکوو (به لاتین: Vysokov) یک منطقهٔ مسکونی در جمهوری چک است که در شهرستان ناخود واقع شده‌است.
 ویسوکوو ۵٫۶۷ کیلومتر مربع مساحت و ۴۸۶ نفر جمعیت دارد و ۳۶۲ متر بالاتر از سطح دریا واقع شده‌است.